# Александров Віктор Анатолійович
Віктор Анатолійович Александров (нар. 20 січня 1945, Харків, УРСР) — радянський футболіст, виступав на позицію півзахисника.

## Життєпис
Народився 28 січня 1945 року у Харкові. Вихованець ДЮСШ «Спартак» (Москва). Але заграти у першій команді «червоно-білих» не зміг й опинився спочатку в Калузі, а потім у Горькому та Орлі. Провів 15 матчів у вищій лізі СРСР у складі московського «Локомотива». Завершив кар'єру гравця у 1973 році у складі столичної команди «Енергія».